# Baron Corbin
Thomas Pestock, meglio conosciuto con il ring name Baron Corbin (Lenexa, 13 settembre 1984), è un wrestler ed ex giocatore di football americano statunitense.
In carriera ha vinto una volta lo United States Championship, una volta l'NXT Tag Team Championship (con Bron Breakker), l'edizione 2017 del Money in the Bank, l'edizione 2019 del King of the Ring, l'André the Giant Memorial Battle Royal nel 2016 e il Dusty Rhodes Tag Team Classic (insieme a Bron Breakker) nel 2024.

## Carriera nel football americano
Thomas Pestock ha frequentato la Northwest Missouri State University dal 2003 al 2008, giocando come offensive guard nella squadra di Football americano dell'università. Nella stagione 2007 è diventato un titolare della squadra e a fine anno è stato nominato nella All-MIAA.
Dopo essere rimasto senza chiamate al Draft 2009, è stato messo sotto contratto dagli Indianapolis Colts, sebbene non abbia mai giocato una partita ufficiale. Nella stagione 2010 è passato agli Arizona Cardinals, ma nel 2011 è stato licenziato dopo una rissa con un compagno in allenamento.

## Carriera nel wrestling

### WWE (2012–2024)

#### NXT(2012–2016)

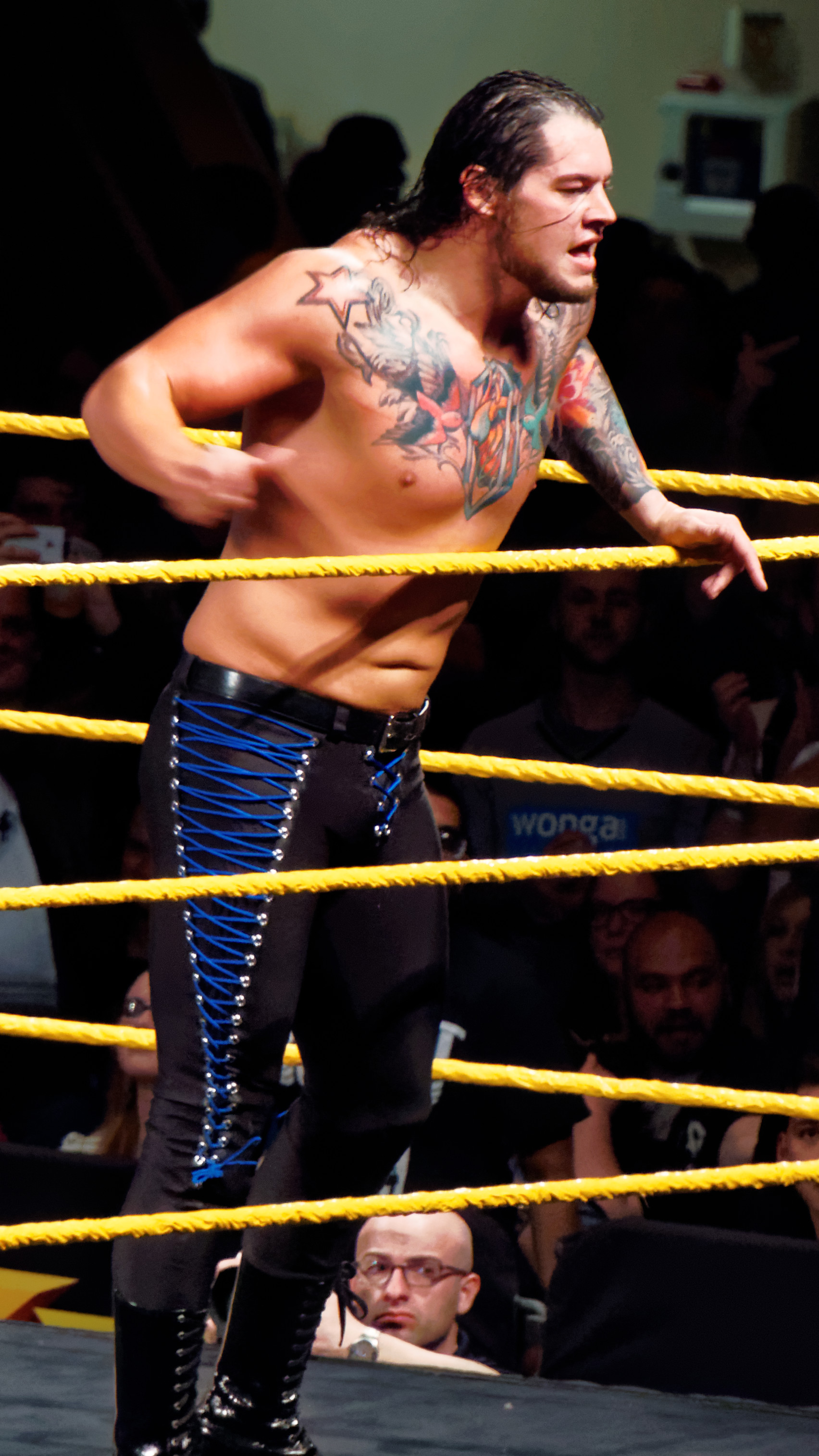
Baron Corbin nel 2015

Nel 2012 Pestock venne messo sotto contratto dalla WWE, venendo mandato nel territorio di sviluppo di NXT. Debuttò nella puntata dell'8 maggio perdendo contro Damien Sandow. Il 5 giugno prese parte ad una Battle Royal per decretare il primo sfidante all'NXT Championship ma venne eliminato da Bo Dallas. Ritornò dopo una lunga assenza nell'estate del 2014 con un nuovo look da motociclista. Sconfisse quindi vari avversari, tra i quali Bull Dempsey, e prese anche parte al torneo per decretare il contendente nº1 all'NXT Championship, eliminando lo stesso Dempsey ai quarti ma perdendo in semifinale contro Adrian Neville anche a causa dell'interferenza dello stesso Dempsey. I due si affrontarono ad NXT TakeOver: Rival, dove a vincere fu ancora una volta Corbin, in maniera netta. Nel mese di maggio 2015 effettuò un turn heel e iniziò una rivalità con Rhyno, che batté in a NXT Takeover: Unstoppable. Il 12 agosto, dopo aver sconfitto rapidamente un suo avversario, venne interrotto da Samoa Joe, con il quale ebbe un match a NXT Takeover: Brooklyn, nella quale venne sconfitto. Nella stessa serata venne annunciato dal General Manager di NXT William Regal un torneo di coppia in onore dell'appena scomparso Dusty Rhodes, il Dusty Rhodes Tag Team Classic, torneo nel quale venne sconfitto con Rhyno in finale contro Finn Bálor e Samoa Joe ad NXT Takeover: Respect. Il 14 ottobre prende parte ad una Battle Royal per determinare chi avrebbe sfidato la settimana successiva Finn Bálor per l'NXT Championship, nella quale venne eliminato per ultimo dal vincitore, Apollo Crews. La settimana successiva, durante il match tra Bálor e Crews, attaccò quest'ultimo per vendicarsi di ciò che era accaduto la settimana precedente, e lo sfidò ad un match a NXT Takeover: London dove lo sconfisse. Il 27 gennaio prese parte ad un Triple Threat match per determinare il prossimo sfidante all'NXT Championship insieme a Sami Zayn e Samoa Joe, ma questo match finì in no-contest, perché il "Lone Wolf" cedette sia alla Sharpshooter, effettuata da Zayn, sia alla Crossface, effettuata da Joe, tutte e due su di lui. Il 2 marzo attaccò alle spalle il debuttante Austin Aries, da cui venne sconfitto a NXT TakeOver: Dallas.

#### Varie faide (2016–2017)

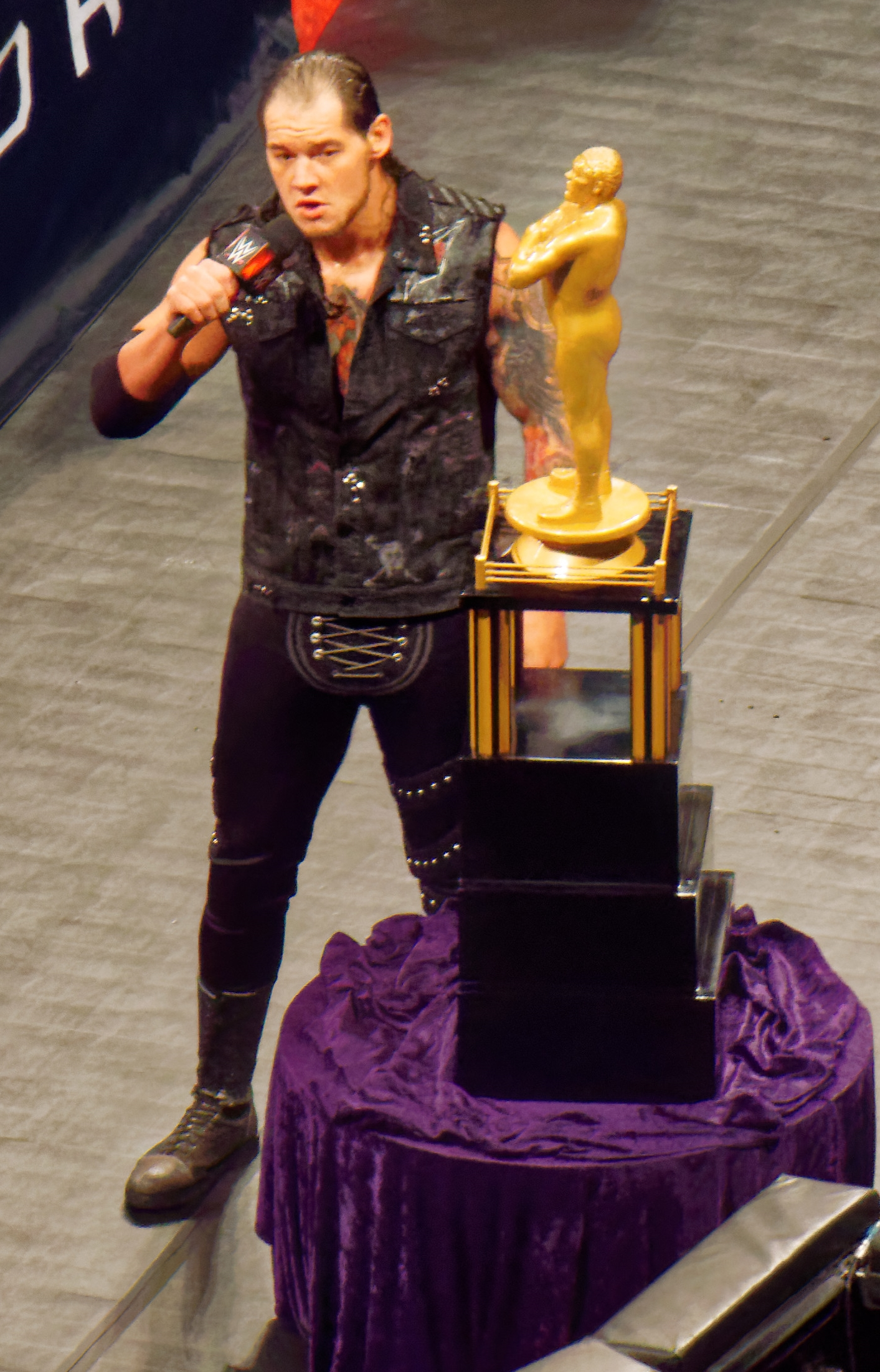
Baron Corbin con l'André the Giant Memorial Trophy nel 2016

Corbin fece il suo debutto nel roster principale a WrestleMania 32, apparendo come un partecipante non annunciato dell'André the Giant Memorial Battle Royal, riuscendo a vincerla eliminando per ultimo Kane. Nella puntata di Raw successiva, Corbin fece il suo debutto nello show rosso affrontando Dolph Ziggler in un match terminato in un doppio count-out. Dopo il match, Corbin colpì Ziggler con la End of Days. A Payback del 1º maggio Corbin fece il suo esordio in pay-per-view proprio contro Ziggler, venendo sconfitto tramite roll-up. Nella puntata di Raw del 2 maggio Corbin prese parte ad una Battle Royal per determinare il contendente nº1 allo United States Championship detenuto da Kalisto ma venne eliminato dal rivale Dolph Ziggler; Corbin tuttavia si vendicò colpendo Ziggler e permettendo a Rusev di eliminarlo dalla contesa. Corbin ottiene la sua rivincita sconfiggendo Ziggler nella puntata di Raw del 9 maggio. Il 22 maggio, a Extreme Rules, Corbin sconfisse Ziggler in un No Disqualification match. Il 19 giugno, a Money in the Bank, Corbin ha sconfisse nuovamente Ziggler. Nella puntata di Raw dell'11 luglio Corbin partecipò ad una Battle Royal per determinare il contendente nº1 all'Intercontinental Championship, detenuto da The Miz, ma si eliminò involontariamente insieme ad Apollo Crews. Con la Draft Lottery avvenuta nella puntata di SmackDown del 19 luglio, Corbin venne trasferito nel roster di SmackDown. Nella puntata di SmackDown del 26 luglio Corbin partecipò ad una Six-Pack Challenge che comprendeva anche AJ Styles, Apollo Crews, Bray Wyatt, John Cena e Dolph Ziggler per decretare il contendente nº1 al WWE World Championship detenuto da Dean Ambrose, ma il match venne vinto proprio dal suo ex-rivale Ziggler. Nella puntata di SmackDown del 2 agosto ha prese parte ad un Triple Threat match che comprendeva anche Apollo Crews e Kalisto per decretare il contendente nº1 all'Intercontinental Championship di The Miz ma il match venne vinto da Crews. Nel Kick-off di Backlash, l'11 settembre, Corbin sconfisse poi Crews. Il 9 ottobre, a No Mercy, Corbin sconfisse Jack Swagger dopo una precedente controversa sconfitta dello stesso Corbin avvenuta giorni prima. Dopo aver attaccato Kalisto in diverse occasioni, il 4 dicembre, a TLC: Tables, Ladders & Chairs Corbin trionfò sullo stesso Kalisto in un Chairs match. Nella puntata di SmackDown del 20 dicembre Corbin affrontò Dolph Ziggler per ottenere una title shot al WWE Championship di AJ Styles ma il match terminò in un doppio count-out; questo fece sì che il general manager Daniel Bryan annunciasse un Triple Threat match tra Corbin, Ziggler e Styles per il WWE Championship per la puntata successiva. Nella puntata di SmackDown del 27 dicembre Corbin non riuscì a conquistare il WWE Championship in un Triple Threat match contro Dolph Ziggler e AJ Styles poiché quest'ultimo si aggiudicò la contesa mantenendo il titolo. Il 29 gennaio Corbin partecipò al Royal Rumble match dell'omonimo pay-per-view entrando col numero 13 e venendo eliminato da The Undertaker. Il 12 febbraio, a Elimination Chamber, Corbin partecipò a un incontro omonimo per il WWE Championship che comprendeva anche il campione John Cena, AJ Styles, Bray Wyatt, Dean Ambrose e The Miz ma venne eliminato da Ambrose. Nella puntata di SmackDown del 21 febbraio Corbin partecipò ad una Battle Royal per decretare lo sfidante di Bray Wyatt a WrestleMania 33 per il WWE Championship ma venne eliminato da Dean Ambrose. Il 2 aprile, nel Kick-off di WrestleMania 33, Corbin affrontò Dean Ambrose per l'Intercontinental Championship ma venne sconfitto.

#### Mr. Money in the Bank e United States Champion (2017–2018)
Nella puntata di SmackDown dell'11 aprile Corbin partecipò a un Triple Threat match che includeva anche AJ Styles e Sami Zayn per determinare il primo sfidante allo United States Championship detenuto da Kevin Owens, ma il match venne vinto da Styles. Il 21 maggio, a Backlash, Corbin venne sconfitto da Sami Zayn. Nella puntata di SmackDown del 23 maggio Corbin venne annunciato come uno dei sei partecipanti al Money in the Bank Ladder match. Il 18 giugno, a Money in the Bank, Corbin si aggiudicò la valigetta nell'omonimo incontro sconfiggendo AJ Styles, Dolph Ziggler, Kevin Owens, Sami Zayn e Shinsuke Nakamura. Il 23 luglio, a Battleground, Corbin venne sconfitto da Shinsuke Nakamura per squalifica. Nella puntata di SmackDown del 15 agosto Corbin, dopo aver attaccato John Cena, incassò il Money in the Bank sul WWE Champion Jinder Mahal ma, a causa dello stesso Cena, Corbin venne beffato da un roll-up di Mahal, fallendo così nel tentativo di conquistare il WWE Championship; Corbin divenne così il terzo wrestler nella storia della WWE ad aver fallito l'incasso del Money in the Bank (dopo Damien Sandow e lo stesso Cena). Il 20 agosto, a SummerSlam, Corbin venne poi sconfitto da John Cena. L'8 ottobre, a Hell in a Cell, Corbin conquistò lo United States Championship, il suo primo titolo in WWE, vincendo un Triple Threat match che includeva anche il campione AJ Styles e Tye Dillinger. Nella puntata di SmackDown del 10 ottobre Corbin difese con successo il titolo contro AJ Styles. Nella puntata di SmackDown del 14 novembre Corbin mantenne la cintura statunitense contro Sin Cara. Il 19 novembre, a Survivor Series, Corbin sconfisse l'Intercontinental Champion The Miz (appartenente al roster di Raw). Il 17 dicembre, a Clash of Champions, Corbin perse il titolo contro Dolph Ziggler (dopo 70 giorni di regno) in un Triple Threat match che includeva anche Bobby Roode. Nella puntata di SmackDown del 26 dicembre Corbin venne poi sconfitto da Roode nei quarti di finale di un torneo per la riassegnazione dello United States Championship (reso vacante da Dolph Ziggler). Il 28 gennaio, alla Royal Rumble, Corbin partecipò all'omonimo match entrando col numero 4 ma venne eliminato da Finn Bálor. L'11 marzo, a Fastlane, Corbin partecipò ad una Six-pack Challenge per il WWE Championship che comprendeva anche il campione AJ Styles, Dolph Ziggler, John Cena, Kevin Owens e Sami Zayn ma il match venne vinto da Styles, il quale mantenne il titolo. L'8 aprile, nel Kick-off di WrestleMania 34, Corbin partecipò all'annuale André the Giant Memorial Battle Royal ma venne eliminato per ultimo da Matt Hardy, il quale si aggiudicò la contesa.

#### Constable Corbin (2018–2019)

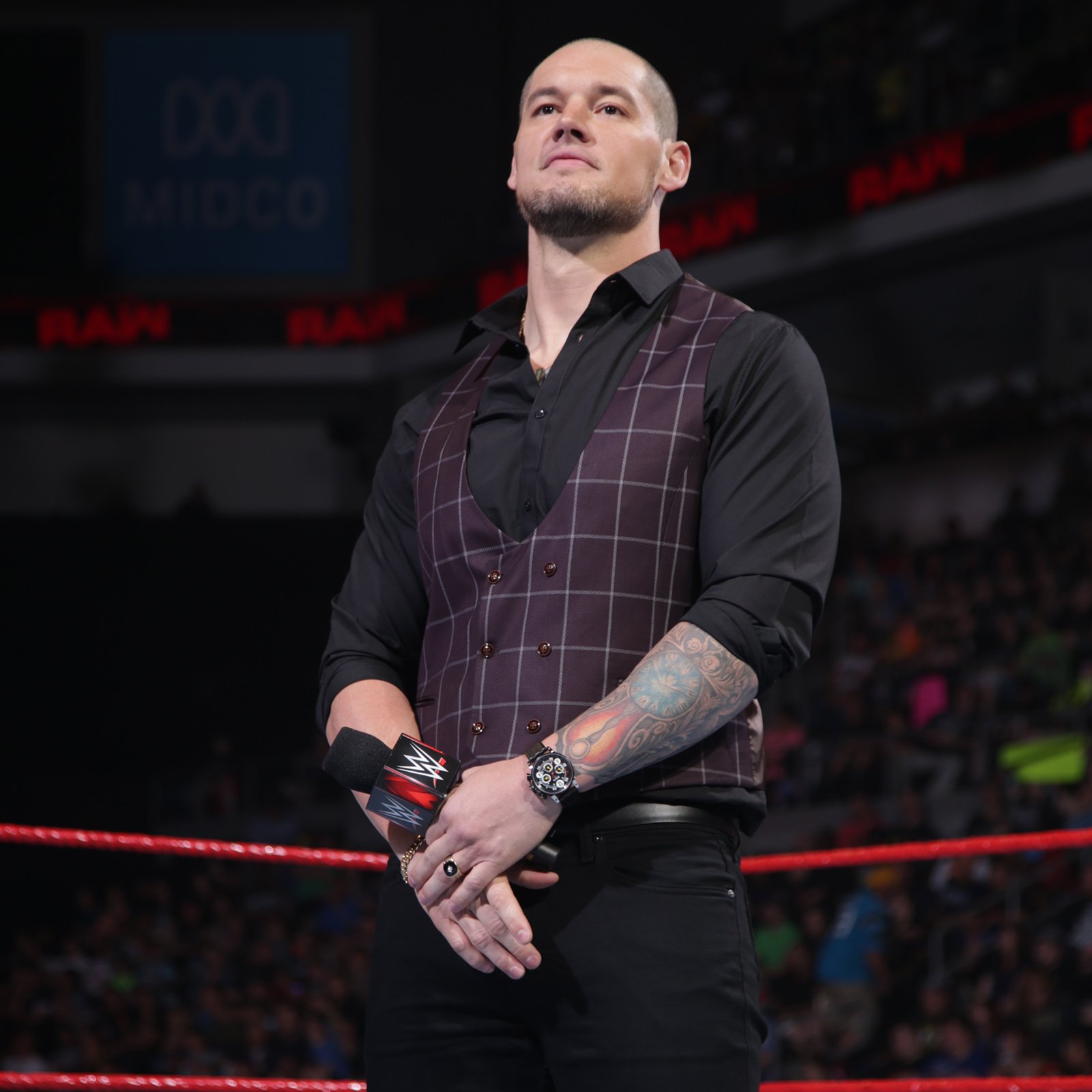
Constable Corbin nel 2019

Con lo Shake-up del 16 aprile Corbin passò al roster di Raw. Il 27 aprile, a Greatest Royal Rumble, Corbin partecipò al Royal Rumble match a 50 uomini entrando col numero 38 ma venne eliminato da Randy Orton. Nella puntata di Raw del 14 maggio Corbin partecipò ad un Triple Threat match di qualificazione al Money in the Bank Ladder match che includeva anche Bobby Roode e No Way Jose ma il match vennd vinto da Roode. Nella puntata di Raw del 4 giugno Corbin venne nominato rappresentante (constable) della Commissioner Stephanie McMahon, oltre anche ad aver cambiato look rasandosi a zero i capelli e lottando sempre vestito elegantemente. Il 15 luglio, a Extreme Rules, Corbin venne sconfitto da Finn Bálor. Il 19 agosto, a SummerSlam, Corbin venne sconfitto nuovamente e in pochissimo tempo da Bálor. Nella puntata di Raw del 20 agosto Corbin venne sconfitto da Bobby Lashley; più tardi, quella sera, Corbin venne nominato General Manager temporaneo di Raw da Stephanie McMahon. Nella puntata di Raw del 10 dicembre Corbin affrontò Seth Rollins in un Tables, Ladders and Chairs match per l'Intercontinental Championship ma venne sconfitto. Il 16 dicembre, a TLC: Tables, Ladders & Chairs, Corbin venne sconfitto da Braun Strowman in un TLC match, venendo dunque privato di ogni suo potere come General Manager di Raw. Nella puntata di Raw del 18 dicembre Corbin ebbe la possibilità di tornare General Manager dello show qualora avesse sconfitto Apollo Crews, Bobby Roode, Chad Gable e Kurt Angle in un 4-on-1 Handicap No Disqualification match ma venne sconfitto. Nella puntata di Raw del 31 dicembre Corbin partecipò ad una Battle Royal per determinare l'avversario di Dean Ambrose per l'Intercontinental Championship per quella stessa sera ma venne eliminato da Apollo Crews. Nella puntata di Raw del 14 gennaio Corbin partecipò ad un Fatal 4-Way match che includeva anche Drew McIntyre, Finn Bálor e John Cena per determinare lo sfidante di Brock Lesnar per l'Universal Championship alla Royal Rumble ma il match venne vinto da Bálor. Il 27 gennaio, alla Royal Rumble, Corbin partecipò al match omonimo entrando col numero 23 ma venne eliminato da Braun Strowman. Il 17 febbraio, a Elimination Chamber, Corbin sconfisse Strowman in un No Disqualification match. Il 10 marzo, a Fastlane, Corbin, Bobby Lashley e Drew McIntyre vennero sconfitti dallo Shield. Il 7 aprile, a WrestleMania 35, Corbin sconfisse Kurt Angle nel match di ritiro di quest'ultimo. Nella puntata di Raw del 22 aprile Corbin vinse prima un Triple Threat match contro Drew McIntyre e The Miz, ma quando poi affrontò AJ Styles per determinare lo sfidante di Seth Rollins per l'Universal Championship venne sconfitto. Il 19 maggio, a Money in the Bank, Corbin partecipò al match omonimo che comprendeva anche Ali, Andrade, Drew McIntyre, Finn Bálor, Randy Orton e Ricochet ma il match venne vinto dal rientrante Brock Lesnar, inseritosi all'ultimo nella contesa. Nella puntata di Raw del 27 maggio Corbin vinse un Fatal 4-Way match che comprendeva anche Bobby Lashley, Braun Strowman e The Miz, diventando il contendente nº 1 all'Universal Championship di Seth Rollins. Il 7 giugno, a Super ShowDown, Corbin affrontò poi Rollins per la cintura universale ma venne sconfitto. Il 23 giugno, a Stomping Grounds, Corbin affrontò nuovamente Rollins per il titolo universale in un No Disqualification match arbitrato da Lacey Evans ma venne sconfitto. Il 14 luglio, a Extreme Rules, Corbin e la Evans affrontarono Rollins e Becky Lynch in un Winners Takes All Extreme Rules Mixed Tag Team match sia per il Raw Women's Championship che per l'Universal Championship ma vennero sconfitti. Nella puntata di Raw del 15 luglio Corbin partecipò ad una Battle Royal per determinare lo sfidante di Brock Lesnar per l'Universal Championship a SummerSlam ma venne eliminato da Seth Rollins.

#### King Corbin (2019–2021)
Nella puntata di Raw del 26 agosto 2019 Corbin sconfisse The Miz negli ottavi di finale del King of the Ring. Nella puntata di Raw del 2 settembre Corbin sconfisse Cedric Alexander nei quarti di finale del King of the Ring. Nella puntata di Raw del 9 settembre Corbin sconfisse Ricochet e Samoa Joe in un Triple Threat match, qualificandosi alla finale del King of the Ring. Nella puntata di Raw del 16 settembre Corbin sconfisse Chad Gable nella finale del torneo, divenendo il nuovo King of the Ring (assumendo di conseguenza il nome King Corbin). Il 6 ottobre, a Hell in a Cell, Corbin venne sconfitto da Gable, dopo che la rivincita della settimana prima era terminata con la sconfitta di Gable per squalifica. Nella puntata di Raw del 14 ottobre Corbin passò al roster di SmackDown per effetto del Draft. Il 31 ottobre, a Crown Jewel, Corbin, Bobby Lashley, Drew McIntyre, Randy Orton e Shinsuke Nakamura vennero sconfitti da Ali, Ricochet, Roman Reigns, Rusev e Shorty G. Il 24 novembre, a Survivor Series, Corbin partecipò al tradizionale 5-on-5-on-5 Survivor Series Elimination match contro il Team Raw e il Team NXT ma venne eliminato da Tommaso Ciampa. Il 15 dicembre, a TLC: Tables, Ladders & Chairs, Corbin sconfisse Roman Reigns in un Tables, Ladders and Chairs match grazie all'aiuto dei Revival e Dolph Ziggler. Nella puntata di SmackDown del 27 dicembre Corbin partecipò ad un Triple Threat match che comprendeva anche Daniel Bryan e The Miz per determinare il contendente nº1 all'Universal Championship ma il match venne vinto da Bryan. Il 26 gennaio, alla Royal Rumble, Corbin venne sconfitto da Roman Reigns in un Falls Count Anywhere match; successivamente, Corbin partecipò al match omonimo entrando col numero 22 ma venne eliminato da Drew McIntyre. Il 27 febbraio, a Super ShowDown, Corbin venne nuovamente sconfitto da Roman Reigns in uno Steel Cage match. Il 4 aprile, nella prima serata di WrestleMania 36, Corbin venne sconfitto da Elias. Nella puntata di SmackDown del 24 aprile Corbin sconfisse Drew Gulak, qualificandosi così per il Money in the Bank Ladder match. Il 10 maggio, a Money in the Bank, Corbin partecipò al Money in the Bank Ladder match che comprendeva anche AJ Styles, Aleister Black, Daniel Bryan, Otis e Rey Mysterio ma il match venne vinto da Otis. Nella puntata di SmackDown del 15 maggio Corbin venne sconfitto da Elias nei quarti di finale del torneo per la riassegnazione dell'Intercontinental Championship. Nella puntata di Raw del 18 maggio Corbin apparve nello show e venne sconfitto dal WWE Champion Drew McIntyre in un match non titolato. Nella puntata di SmackDown del 29 maggio Corbin partecipò ad una 10-man Battle Royal per ottenere il posto vacante nelle semifinali del torneo per il vacante Intercontinental Championship ma venne eliminato da Jey Uso. Il 30 agosto, a Payback, Corbin venne sconfitto da Matt Riddle. Nella puntata di SmackDown del 4 settembre Corbin partecipò ad un Fatal 4-Way match che comprendeva anche Jey Uso, Matt Riddle e Sheamus per determinare il contendente nº1 all'Universal Championship di Roman Reigns ma il match venne vinto da Jey. Nella puntata di SmackDown del 6 novembre Corbin sconfisse Rey Mysterio qualificandosi per il Team SmackDown a Survivor Series. Il 22 novembre, a Survivor Series, Corbin partecipò al tradizionale 5-on-5 Survivor Series Elimination match come parte del Team SmackDown contro il Team Raw ma venne eliminato da Riddle. Il 20 dicembre, nel Kick-off di TLC: Tables, Ladders & Chairs, Corbin, Cesaro, Sami Zayn e Shinsuke Nakamura vennero sconfitti da Big E, Chad Gable, Daniel Bryan e Otis. Nella puntata di SmackDown dell'8 gennaio Corbin partecipò ad un Gauntlet match per determinare il contendente nº1 all'Universal Championship ma venne eliminato da Shinsuke Nakamura; poco prima, inoltre, Corbin attaccò brutalmente Dominik Mysterio (che stava supportando suo padre Rey). In seguito, Corbin sconfisse in due occasioni Dominik ripetutamente. Il 31 gennaio, alla Royal Rumble, Corbin partecipò all'omonimo incontro entrando col numero 19 ma venne eliminato da Dominik Mysterio. Nella puntata di SmackDown del 12 febbraio Corbin e Sami Zayn sconfissero Dominik e Rey Mysterio, qualificandosi per l'Elimination Chamber match. Il 21 febbraio, a Elimination Chamber, Corbin partecipò all'Elimination Chamber match che comprendeva anche Cesaro, Daniel Bryan, Jey Uso, Kevin Owens e Sami Zayn per ottenere un match per l'Universal Championship la sera stessa ma venne eliminato da Cesaro. Nella puntata di SmackDown del 18 giugno Corbin venne sconfitto da Shinsuke Nakamura, perdendo la corona di King of the Ring. Il 9 luglio venne nuovamente sconfitto da Nakamura a SmackDown, fallendo nell'opportunità di inserirsi nel Money in the Bank Ladder match.

#### Happy Corbin (2021–2022)
Nella puntata di SmackDown del 16 luglio, iniziò ad indossare vestiti sportivi logori e sporchi, a non radersi e ad apparire trasandato. Rivelò, infatti, che dopo aver perso la sua corona, perse anche i suoi investimenti e risparmi, non avendo più denaro e altri sostentamenti, fondando addirittura un suo crowdfunding chiamato "CorbinFund.com", parodiando il ben più famoso GoFundMe (kayfabe). Successivamente, Corbin attaccò Finn Bálor durante la firma del contratto per un match valevole per l'Universal Championship di Roman Reigns, ma poco prima che Corbin potesse firmare il documento venne bloccato da John Cena e colpito da questi con la Attitude Adjusment. Il 13 agosto, a SmackDown, Corbin perse contro Kevin Owens, e poco dopo rubò la valigetta del Money in the Bank a Big E nel backstage. Il 21 agosto, nel Kick-off di SummerSlam, Corbin venne sconfitto da Big E, che si riprese la valigetta. Il 27 agosto, a SmackDown, Corbin, dopo una grossa vincita a Las Vegas, dichiarò di essere diventato molto ricco e pretese di essere chiamato Happy Corbin. Successivamente, Corbin venne affiancato da Madcap Moss, e grazie al suo aiuto riuscì a trionfare su Kevin Owens nella puntata del 1º ottobre. Nella stessa puntata, per effetto del Draft, Corbin venne confermato al roster di SmackDown. Il 21 novembre, a Survivor Series, Corbin partecipò al tradizionale 5-on-5 Survivor Series Elimination match come membro del Team SmackDown contro il Team Raw ma venne eliminato da Finn Bálor. Nella puntata di SmackDown del 26 novembre Corbin prese parte una Battle Royal per determinare il contendente n°1 all'Universal Championship di Roman Reigns ma venne eliminato da Jeff Hardy. Il 29 gennaio, alla Royal Rumble, Corbin partecipò al match omonimo entrando col numero 15 ma venne eliminato da Drew McIntyre. Il 2 aprile, nella prima serata di WrestleMania 38, Corbin venne sconfitto da Drew McIntyre, subendo inoltre la prima sconfitta per schienamento nella sua nuova gimmick. Dopo essersi separato da Madcap Moss, colpevole a suo dire di avergli causato la sconfitta contro McInrtyre, l'8 maggio, a WrestleMania Backlash, Corbin perse contro Moss nel loro primo scontro. Il 5 giugno, a Hell in a Cell, Corbin perse contro Moss in un No Holds Barred match. La faida con Moss si concluse poi nella puntata di SmackDown del 17 giugno quando perse nuovamente in un Last Laugh match. Poco tempo dopo, iniziò una faida con Pat McAfee, telecronista di SmackDown, attaccandolo in numerose occasioni sino al 30 luglio, quando McAfee superò Corbin a SummerSlam. Il 19 agosto, a SmackDown, prese parte ad un Fatal 5-Way match che comprendeva anche Madcap Moss, Ricochet, Sami Zayn e Sheamus per determinare lo sfidante di Gunther per l'Intercontinental Championship a Clash at the Castle ma il match venne vinto da Sheamus. Dopo aver perso due volte di fila contro Ricochet a SmackDown, nella puntata del 9 settembre venne visto salire su una limousine bianca (assimilabile a quella di JBL) su invito di un misterioso personaggio e sparire.

#### Alleanza con JBL e ritorno adNXT(2022–2024)
Dopo un mese di assenza, tornò con il suo vecchio ring name Baron Corbin a Raw il 17 ottobre, con il WWE Hall of Famer JBL come manager, e sconfisse Dolph Ziggler. Dopo una serie di vittorie contro Johnny Gargano, Cedric Alexander e Akira Tozawa, incassò la sua prima sconfitta dal suo ritorno contro Drew McIntyre il 21 novembre, a Raw, a causa della distrazione di Tozawa. Il 16 gennaio, a Raw, prese parte ad un Six-way Elimination match che comprendeva anche Bobby Lashley, Dolph Ziggler, Finn Bálor, The Miz e Seth Rollins per determinare lo sfidante allo United States Championship ma venne eliminato da Lashley.
Il 28 gennaio, a Royal Rumble, partecipò all'incontro omonimo entrando col numero 14 ma venne attaccato da Brock Lesnar (appena eliminato) ed eliminato poco dopo da Seth Rollins dopo sette secondi. Nella puntata di Raw del 30 gennaio venne sconfitto da Johnny Gargano in un match di qualificazione per l'Elimination Chamber match per lo United States Championship. Dopo aver perso anche contro Dexter Lumis il 6 febbraio a Raw, venne definitivamente abbandonato da JBL. Nella puntata di SmackDown del 31 marzo partecipò all'annuale André the Giant Memorial Battle Royal ma venne eliminato da Rick Boogs.
Il 1º maggio, per effetto del Draft, divenne un free agent. Nella puntata di Raw del 15 maggio partecipò ad una battle royal per determinare il nuovo sfidante di Gunther per l'Intercontinental Championship ma venne eliminato da Dexter Lumis. Il 30 maggio apparve a sorpresa nel finale della puntata di NXT attaccando l'NXT Champion Carmelo Hayes. Il 9 giugno, a SmackDown, venne sconfitto da Butch, non riuscendo a qualificarsi per il Money in the Bank Ladder match. Il 13 giugno, ad NXT, sconfisse Il'ja Dragunov diventando lo sfidante all'NXT Championship. Nella puntata speciale NXT Gold Rush del 27 giugno tornò e affrontò Hayes per il titolo ma venne sconfitto. Una settimana dopo venne mandato in onda ad NXT un suo video in cui bruciava le vesti delle sue precedenti gimmick (Constable Corbin, King Corbin e Happy Corbin) annunciando di voler lottare senza un personaggio, ma come sé stesso. Il 30 luglio, a NXT The Great American Bash, affrontò Gable Steveson ma l'incontro terminò in doppio count-out. Il 30 settembre, a NXT No Mercy, prevalse su Bron Breakker grazie all'intervento di Mr. Stone. Nella puntata di NXT del 17 ottobre partecipò ad un triple threat match insieme a Carmelo Hayes e Dijak per determinare il nuovo sfidante di Il'ja Dragunov per l'NXT Championship ma fu Hayes a vincere. Il 9 dicembre, ad NXT Deadline, affrontò Dragunov per l'NXT Championship ma non riuscì a vincere.
Nella puntata di NXT del 9 gennaio fece coppia con Bron Breakker partecipando al Dusty Rhodes Tag Team Classic e i due sconfissero il Gallus (Mark Coffey e Wolfgang) nel primo turno e, due settimane dopo, anche Axiom e Nathan Frazer nelle semifinali. Il 4 febbraio, ad NXT Vengeance Day, Corbin e Breakker vinsero il Dusty Rhodes Tag Team Classic sconfiggendo Carmelo Hayes e Trick Williams nella finale. Il 13 febbraio, ad NXT, Corbin e Breakker vinsero l'NXT Tag Team Championship sconfiggendo Tony D'Angelo e Channing "Stacks" Lorenzo. Nella puntata speciale NXT Roadblock del 5 marzo Corbin e Breakker difesero i titoli contro Andre Chase e Duke Hudson.
Persero le cinture contro Axiom e Nathan Frazer il 9 aprile, ad NXT, dopo 56 giorni di regno.

#### Ritorno aSmackDown(2024)
Il 26 aprile 2024 per effetto del draft tornò roster di SmackDown. Prese in seguito parte al torneo del King of the Ring ma venne eliminato da Carmelo Hayes negli ottavi di finale, svoltisi nella puntata di SmackDown del 10 maggio. Nelle settimane seguenti si alleo con Apollo Crews iniziando una faida con il Legado del Fantasma, termina con la vittoria della stable messicana.

## Personaggio

### Mosse finali
- End of Days (Lifting modified reverse STO)

### Soprannomi
- "The Constable"
- "The King"
- "The Lone Wolf"
- "The Modern Day Wrestling God"
- "Mr. Money in the Bank"

## Titoli e riconoscimenti
- Pro Wrestling Illustrated

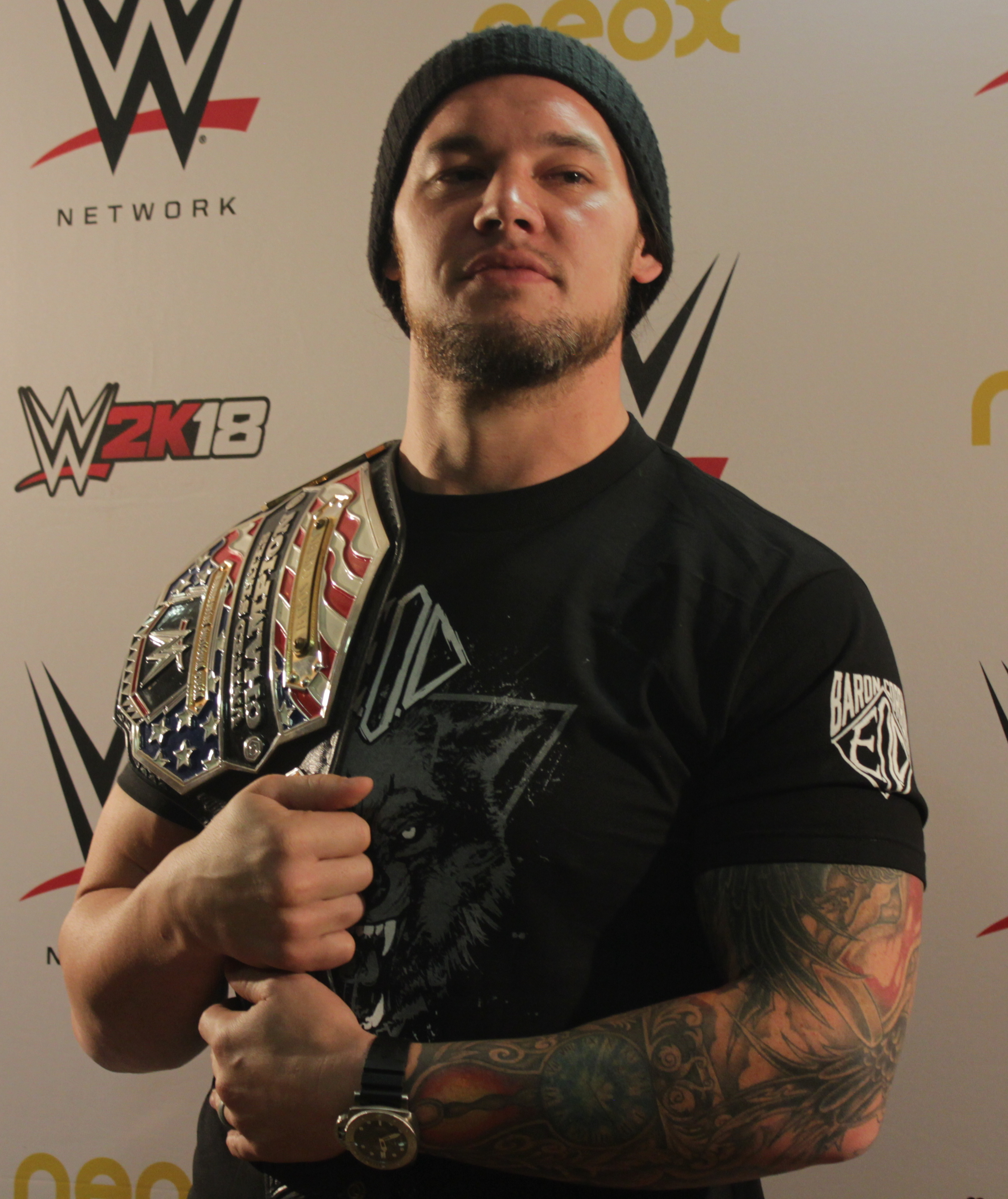
Baron Corbin con lo United States Championship, titolo che ha detenuto una volta

  - Most Hated Wrestler of the Year (2019)
  - 40º tra i 500 migliori wrestler singoli nella PWI 500 (2019)[66]
- Revolver
  - Most Metal Athlete (2016)
- WWE
  - NXT Tag Team Championship (1) – con Bron Breakker[67]
  - WWE United States Championship (1)[68]
  - André the Giant Memorial Battle Royal (edizione 2016)[69]
  - Money in the Bank (edizione 2017)[70]
  - King of the Ring (edizione 2019)[71]
  - Dusty Rhodes Tag Team Classic (edizione 2024) – con Bron Breakker[72]
  - Year–End Award (1)
    - Most Hated of the Year (edizione 2018)
- Wrestling Observer Newsletter
  - Most Overrated (2018, 2019)
  - Worst Gimmick (2018) - Constable Corbin